# Алі (фільм)
«Алі» — американська біографічна спортивна драма 2001 року, написана в співавторстві з Майклом Манном, продюсером і режисером. У фільмі розповідається про десять років життя боксера Мухаммеда Алі, якого грає Вілл Сміт, з 1964 по 1974 роки, про те, як він отримав титул чемпіона у важкій вазі у Сонні Лістона, його навернення в іслам, критику війни у В’єтнамі та вигнання з боксу, його повернення до бою з Джо Фрейзером у 1971 році та, нарешті, його повернення титулу у Джорджа Формана в бою «Гріт у джунглях» 1974 року. Він також торкається великих соціальних і політичних потрясінь у Сполучених Штатах після вбивства Малкольма X і Мартіна Лютера Кінга.
Проект розпочався в 1992 році, коли продюсер Пол Ардаджі віддав права на фільм історії життя Мухаммеда Алі. У 1992 році Ардаджі відвідав Алі на його 50-річчя і переконав його дозволити зняти фільм про його життя. Наближаючись до кінця періоду опціону, Ардаджі підписав контракт із Sony Pictures, об’єднавши зусилля з продюсером Джоном Пітерсом як партнером-продюсером. У лютому 2000 року було оголошено, що Манн став режисером після його номінації на премію «Оскар» за «Інсайдер» . Зйомки почалися в Лос-Анджелесі 11 січня 2001 року, бюджет фільму склав 105 мільйонів доларів, зйомки проходили в Нью-Йорку, Чикаго, Маямі та Мозамбіку.
Алі був добре прийнятий критиками, але став касовою бомбою, зібравши лише 87 мільйонів доларів проти бюджету виробництва приблизно в 118 мільйонів доларів. Вілл Сміт і Джон Войт були номіновані на премію «Оскар» як найкращий актор і найкращий актор другого плану відповідно.

## Сюжет
Перед своїм чемпіонським дебютом проти чемпіона у важкій вазі Сонні Лістона Кассіус Клей-молодший насміхається з Лістона, а потім домінує в перших раундах матчу. На півдорозі він скаржиться на відчуття печіння в очах (натякаючи, що Лістон намагався зрадити) і каже, що не може продовжувати. Його тренер/менеджер Анджело Данді змушує його продовжувати битися. Коли Клей знову бачить, він домінує в поєдинку, і Лістон виходить до сьомого раунду, що робить Клея другим наймолодшим чемпіоном у важкій вазі на той час після Флойда Паттерсона .
Клей проводить час з Малкольмом Іксом і запрошений до дому лідера Нації Ісламу Елайджа Мухаммеда, де йому дають ім’я Мухаммед Алі, на велике несхвалення його батька, Кассіус-старший Алі одружується з Сонджі Рой, колишнім кроликом Playboy, хоча вона не мусульманка і не дотримується сегрегації за статтю . Алі відправляється в Африку і зустрічається з Малкольмом Ікс, але пізніше відмовляється з ним говорити, шануючи бажання Іллі. Він засмучений вбивством Малькольма Ікса .
Після повернення в Америку Алі б'ється з Лістоном вдруге і нокаутує його в першому раунді. Він і Сонджі розлучаються після того, як вона заперечує проти різних зобов'язань мусульманської жінки. 
Тоді Алі відмовляється від призову на військову службу у В’єтнамі, його позбавляють боксерської ліцензії, паспорта та титулу та засуджують до п’яти років ув’язнення. Після одруження з 17-річною Беліндою Бойд і трирічної перерви в боксі його судимість скасовується у справі «Клей проти Сполучених Штатів», і у своєму поєдинку він повертається проти Джеррі Куоррі та перемагає технічним нокаутом у трьох раундах. Алі намагається повернути чемпіонство у важкій вазі проти Джо Фрейзера. У « Бійці століття » Фрейзер, як правило, має перевагу над Алі та перемагає рішенням суддів, що є першою поразкою в кар’єрі Алі. Пізніше Фрейзер програє чемпіонство Джорджу Форману .
Форман і Алі їдуть до Кіншаси, Заїр, на бій Rumble in the Jungle . Там Алі зустрічає Вероніку Порше і заводить з нею роман. Прочитавши в газетах чутки про його невірність, його дружина Белінда їде до Заїру, щоб протистояти йому. Алі каже, що він не впевнений, чи кохає він Вероніку, але зосереджений виключно на майбутній титульній боротьбі.
Протягом значної частини бою проти Формана Алі відкидається на мотузки ( Rope-a-dope ), дозволяючи Форману втомитися. Потім він нокаутує виснаженого Формана, повернувши собі титул чемпіона у важкій вазі.

## Акторський склад
- Вілл Сміт у ролі Кассіуса Клея молодшого / Кассіуса X / Мухаммеда Алі
- Джеймі Фокс в ролі Дрю Бандіні Браун - помічника тренера Алі
- Джон Войт у ролі Говарда Козелла - журналіста
- Маріо Ван Піблз — Малкольм Ікс — друг Алі та борець за громадянські права
- Рон Сільвер в ролі Анджело Данді - тренера Алі
- Джеффрі Райт у ролі Говарда Бінгема - фотографа Алі
- Мікелті Вільямсон — Дон Кінг — промоутер, який організував бій Алі проти Формана
- Джада Пінкетт Сміт у ролі Сонджі Рой - колишньої зайчиці Playboy
- Нона Гей як Белінда Бойд / Халіла Алі - жінка, яка брала інтерв'ю у Алі в дитинстві
- Майкл Мікеле — Вероніка Порше — жінка, яка працювала з Доном Кінгом
- Джо Мортон — Чонсі Ескрідж — адвокат Алі
- Пол Родрігес — доктор Ферді Пачеко — лікар Алі
- Брюс Макгілл — Бредлі — урядовий агент
- Баррі Шабака Хенлі — Герберт Мухаммед — менеджер Алі та син Іллі Мухаммеда
- Джанкарло Еспозіто — Кассіус Клей-старший — батько Алі
- Лоуренс Мейсон — Луїс Саррія
- ЛеВар Бертон у ролі Мартіна Лютера Кінга – борця за громадянські права
- Альберт Холл у ролі Іллі Мухаммеда - лідера нації ісламу
- Девід К’юбітт — Роберт Ліпсайт — журналіст
- Майкл Бентт у ролі Сонні Лістона - чемпіона з боксу на початку фільму
- Роберт Сейл в ролі Джеррі Каррі - один із супротивників Алі
- Джеймс Тоні в ролі Джо Фрейзера - одного з противників Алі
- Чарльз Шаффорд у ролі Джорджа Формана — одного з противників Алі
- Девід Хейнс — Руді Клей / Рахаман Алі — брат Алі
- Леон Робінсон — брат Джо
- Тед Левін — Джо Смайлі — урядовий агент
- Малік Боуенс — Джозеф Мобуту — президент Заїру
- Вікторія Діллард — Бетті Шабазз — дружина Малкольма Ікс
- Девід Елліотт — Сем Кук — музикант
- Бред Грінквіст у ролі Марліна Томаса
- Грем Кларк як репортер у Заїрі

## Виробництво
Проект розпочався в 1992 році, коли продюсер Пол Ардаджі віддав права на фільм історії життя Мухаммеда Алі. У 1992 році Ардаджі відвідав Алі на його 50-річчя і переконав його дозволити зняти фільм про його життя.  Наближаючись до кінця періоду опціону, Ардаджі підписав контракт із Sony Pictures, об’єднавши зусилля з продюсером Джоном Пітерсом як партнером-продюсером. Продюсер Джон Пітерс почав роботу над фільмом у 1994 році.  Грегорі Аллен Ховард написав початкову чернетку сценарію, який мав робочу назву «Сила і благодать» . Проект Говарда зосереджувався на житті Алі від 12 до 40 років і його стосунках з батьком.  На зміну Говарду прийшли сценаристи Стівен Дж. Рівель і Кріс Вілкінсон, і до 1998 року байопік був створений на студії Columbia Pictures, з Віллом Смітом, який зіграє головну роль, а режисером може стати Рон Говард .  Під час зйомок «Дикого, дикого заходу » Сміт подарував режисерові Баррі Зонненфельду сценарій. «Коламбія» сподівалася, що зйомки розпочнуться наприкінці 1998 року , але це було відкладено, і Зонненфельд пішов у листопаді 1999 року. Було припущення, що «Колумбія» вагалася щодо продовження роботи із «Зонненфельдом» після невтішної касової ефективності « Дикого, дикого заходу» .  У лютому 2000 року було оголошено, що Майкл Манн зайняв посаду режисера після його номінації на премію «Оскар» за фільм «Інсайдер» . До залучення Манна Спайк Лі вів переговори щодо режисури фільму, вважаючи, що тільки темношкіра людина може віддати належне історії Алі.  Однак Сміт віддав перевагу Манну, який відмовився від можливості зняти ранні версії фільмів «Авіатор», «Стрілок» і «Дикуни», щоб взяти участь у роботі з Алі  і залучив Еріка Рота до написання сценарію.  Після багатьох років роботи в байопіку про Алі Сміт офіційно підписав контракт у травні 2000 року, отримавши зарплату в 20 мільйонів доларів. 
Зйомки почалися в Лос-Анджелесі 11 січня 2001 року, бюджет фільму склав 105 мільйонів доларів. Зйомки також проходили в Нью-Йорку, Чикаго, Маямі та Мозамбіку. 
Сміт витратив близько року, вивчаючи життя Алі. Це включало тренування з боксу (до семи годин на день), вивчення ісламу з Вільджахом Акбаром і навчання діалекту. Сміт сказав, що його образ Алі є його найбільшою роботою на сьогоднішній день.
Однією з переваг фільму є реалістичність бойових сцен. Сміт працював разом із промоутером боксу Гаєм Шарпом із SharpeShooter Entertainment та його провідним бійцем Россом Кентом, щоб отримати більшість його боксерських порад для фільму. Усі боксери у фільмі є колишніми або діючими боксерами чемпіонату світу у важкій вазі. Швидко було вирішено, що «голлівудські бої» — проходження кулаком (або ногою) між камерою та обличчям для створення ілюзії удару — не будуть використовуватися на користь справжнього боксу. Єдине обмеження, накладене на бійців, стосувалося Чарльза Шаффорда (який грає Джорджа Формана ). Йому було дозволено вдарити Сміта якомога сильніше, доки він фактично не нокаутував актора.
Сміт довелося набрати вагу, щоб виглядати в ролі Мухаммеда Алі. 

## Рецепція
Прем'єра фільму «Алі» відбулася 25 грудня 2001 року та зібрала 14,7 мільйона доларів у 2446 кінотеатрах під час вихідних. Згодом фільм зібрав у світовому прокаті 87,7 мільйонів доларів.
Через високі витрати на виробництво та маркетинг фільм втратив Columbia Pictures аж 100 мільйонів доларів.  Провал фільму був частково пов’язаний з його конкуренцією з «Володарем кілець: Братство персня».
На веб-сайті агрегатора оглядів Rotten Tomatoes рейтинг схвалення Алі становить 68% на основі 156 відгуків із середнім рейтингом 6,30/10. Критики сайту сходяться на думці: «Хоча, мабуть, жоден фільм не міг би повністю віддати належне захоплюючому життю та особистості Мухаммеда Алі, режисура Манна та гра Сміта поєднуються, щоб отримати солідний удар».  На Metacritic фільм отримав середню оцінку 65 зі 100 на основі 39 критиків, що вказує на «загалом схвальні відгуки».  Глядачі, опитані CinemaScore, поставили фільму середню оцінку «B+» за шкалою від A+ до F. 
Роджер Еберт висміяв фільм із двома зірками у своїй рецензії для Chicago Sun-Times і зазначив, що «йому не вистачає спалаху, вогню та гумору Мухаммеда Алі, і він знятий більше в тоні панегірика, ніж свята».  У журналі Variety Тодд Маккарті писав: «Візуальні та слухові малюнки режисера вражають своєю найкращою ефективністю, але в довгостроковій перспективі не є задовільною альтернативою глибоким драматичним сценам; наприклад, хочеться хоча б однієї епізод, у якому Алі та Данді обговорюють стратегію боксу або оцінюють суперника", але він отримав похвалу за гру: "Акторський склад видатний, від Сміта, який несе картину з неперевершеною майстерністю, і Войта, якого неможливо впізнати під усією косметикою, але він фіксує характерні вокальні каденції Козелла».  USA Today поставила фільму дві з половиною зірки з чотирьох і заявила, що «для багатьох шанувальників Алі фільм може бути досить хорошим, але певна перспектива є в порядку. Документальні фільми, відомі як «Кассіус Клей» і « Коли ми були королями», що отримав Оскар охоплюють багато тих самих питань і є незмінно більш привабливими". 
У The New York Times Елвіс Мітчелл назвав «Алі» «проривним» фільмом для Манна, додавши, що це був його «перший емоційний фільм» і що «його величезна любов до цієї теми перетворить глядачів на буйні, захоплені бойовики». .  Дж. Гоберман у своїй рецензії для Village Voice зазначив, що «перша половина чудово просочується, а перші півгодини навіть кращі. Манн починає захоплюючим монтажем, який крутиться в нічному клубі та виступає Семом. Кук контекстуалізує героя в його часи», і зробив висновок, що «дивовижна особистість Алі вміло передається, але врешті-решт залишається таємниця". 
Коли Алі помер 3 червня 2016 року, Сміта було обрано одним із носіїв Алі на меморіальній службі в Луїсвіллі.
Алі вийшов на екрани в 2001 році тривалістю 157 хвилин; ця версія була випущена на DVD у 2002 році.  Потім Манн перемонтував фільм, створивши нову режисерську версію, яка тривала 165 хвилин і була випущена на DVD у 2004 році;  було видалено приблизно 4 хвилини кінотеатрального відеоматеріалу, тоді як 14 хвилин відеоматеріалу, який раніше не переглядався, було вставлено.  Режисерська версія також містила аудіокоментар Манна
У 2016 році Манн створив третю версію, значно перемонтувавши фільм після смерті Алі. Він видалив одну бійку та додав сцени та кадри, присвячені політичній стороні життя Алі.  Ця версія триває 152 хвилини та була випущена в 2017 році на Blu-Ray як ювілейне видання. 

## Дивіться також
- Список фільмів про бокс